# 四季大廈
四季大廈（英語：Four Seasons Estate），是香港房屋協會在新界首個建成的出租屋邨，原位於荃灣大屋圍附近，即大河道及禾笛街之間的一帶地方，1958至59年分階段落成入伙，並設有四座樓宇，分別以春夏秋冬四字命名。自香港政府開始發展荃灣新市鎮後，當時已傳有四季大廈會清拆重建為公園。後來重建工程延遲數年，又遇上安置問題，更在1989年因應大量越南船民湧入香港，一度被計劃改為船民營，遭到議員和居民強烈反對，最終需要時任荃灣區議會主席周厚澄介入協調下擱置計劃，並定於1990年拆卸，大部份居民遷往祈德尊新邨。原春明、夏雨和秋趣樓地盤在空置多年後成為「荃灣七街重建項目」的一部份，即現今的萬景峯及荃新天地一期；而冬隱樓重建後成為香港工會聯合會荃灣分部及其上蓋住宅金豐閣。

## 屋邨結構
四季大廈總共有四座長型大廈，建在大屋圍附近的填海地之上，佔地約4,366平方公尺，合共提供459個單位，這些大廈分別有三種不同的通道設計。三種設計分別為：中央天井型樓梯分隔式（春明、秋趣樓）、露台相連式（夏雨樓）和中央走廊式（冬隱樓），部分樓宇設計都同時應用在觀塘花園大廈內。據當時原先規劃，四座六層高住宅共有469個單位（即跟後來的房協官方數字相差十個單位），另有六間商舖，每座有66個至189個單位不等；單位主要供五至七人家庭用，分為小型（14×19.5英尺）、中型（14×23英尺）、大型（14×24.5英尺）及特大型（14×32英尺）共四種，這些都已包括有獨立廚房及廁所，雖然沒有升降機，但有水、電公用設備。

## 屋邨資料

### 歷代樓宇
四季大廈只有四座樓宇，分別以春夏秋冬四字為命名靈感，全部現已拆卸重建。
| 樓宇名稱 | 樓宇類型             | 落成年份 | 拆卸年份 | 單位數目 | 重建後原地所屬的樓宇   | 安置屋邨   |
| -------- | -------------------- | -------- | -------- | -------- | ---------------------- | ---------- |
| 春明樓   | 中央天井型樓梯分隔式 | 1958年   | 1990年   | 118      | 萬景峯及荃新天地       | 祈德尊新邨 |
| 夏雨樓   | 露台相連式           | 1958年   | 1990年   | 96       | 萬景峯及荃新天地       | 祈德尊新邨 |
| 秋趣樓   | 中央天井型樓梯分隔式 | 1958年   | 1990年   | 189      | 萬景峯及荃新天地       | 祈德尊新邨 |
| 冬隱樓   | 中央走廊式           | 1959年   | 1990年   | 66       | 工聯會荃灣分部及金豐閣 | 祈德尊新邨 |

## 歷史

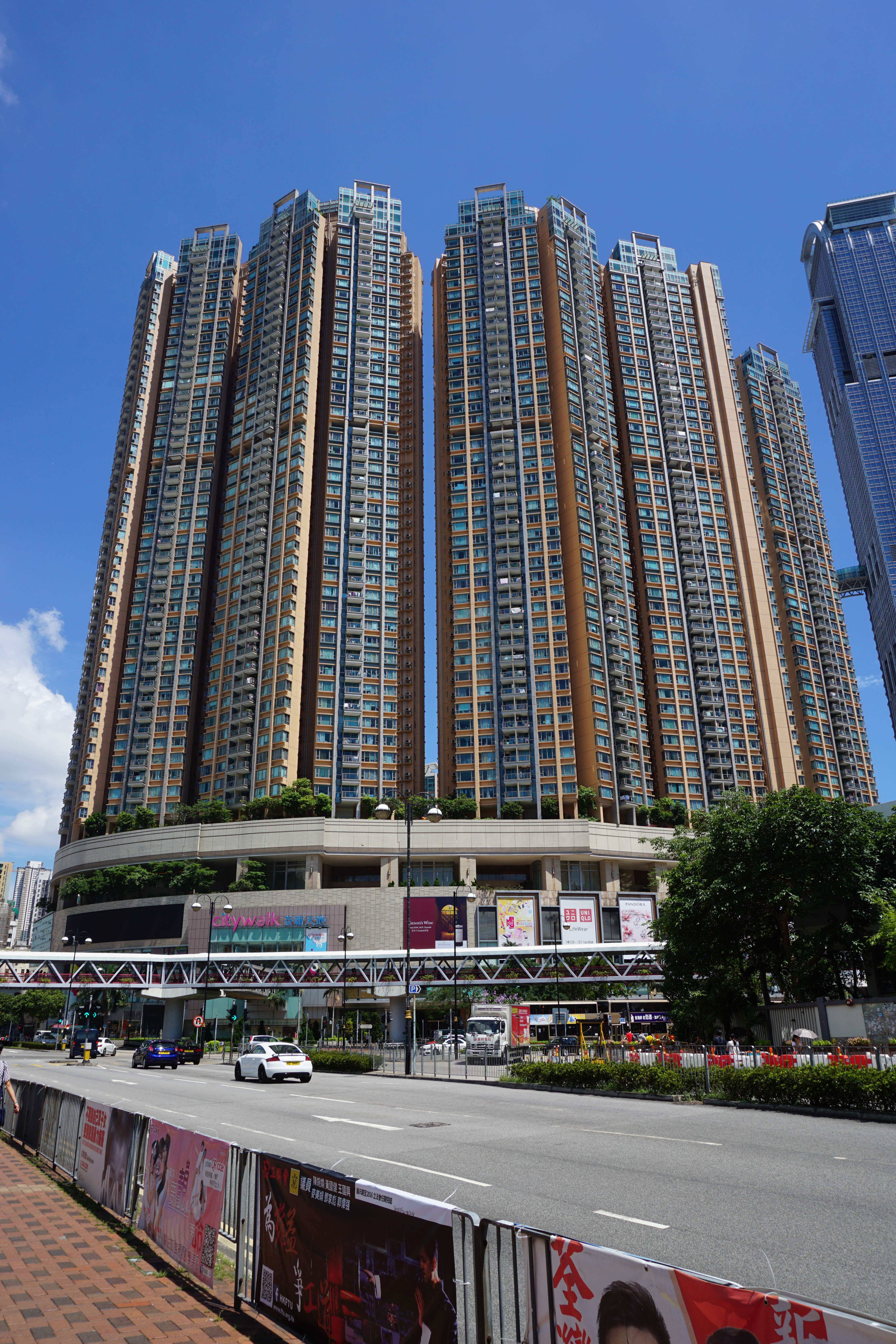
春明、夏雨和秋趣樓的現址已重建為萬景峯及荃新天地一期。

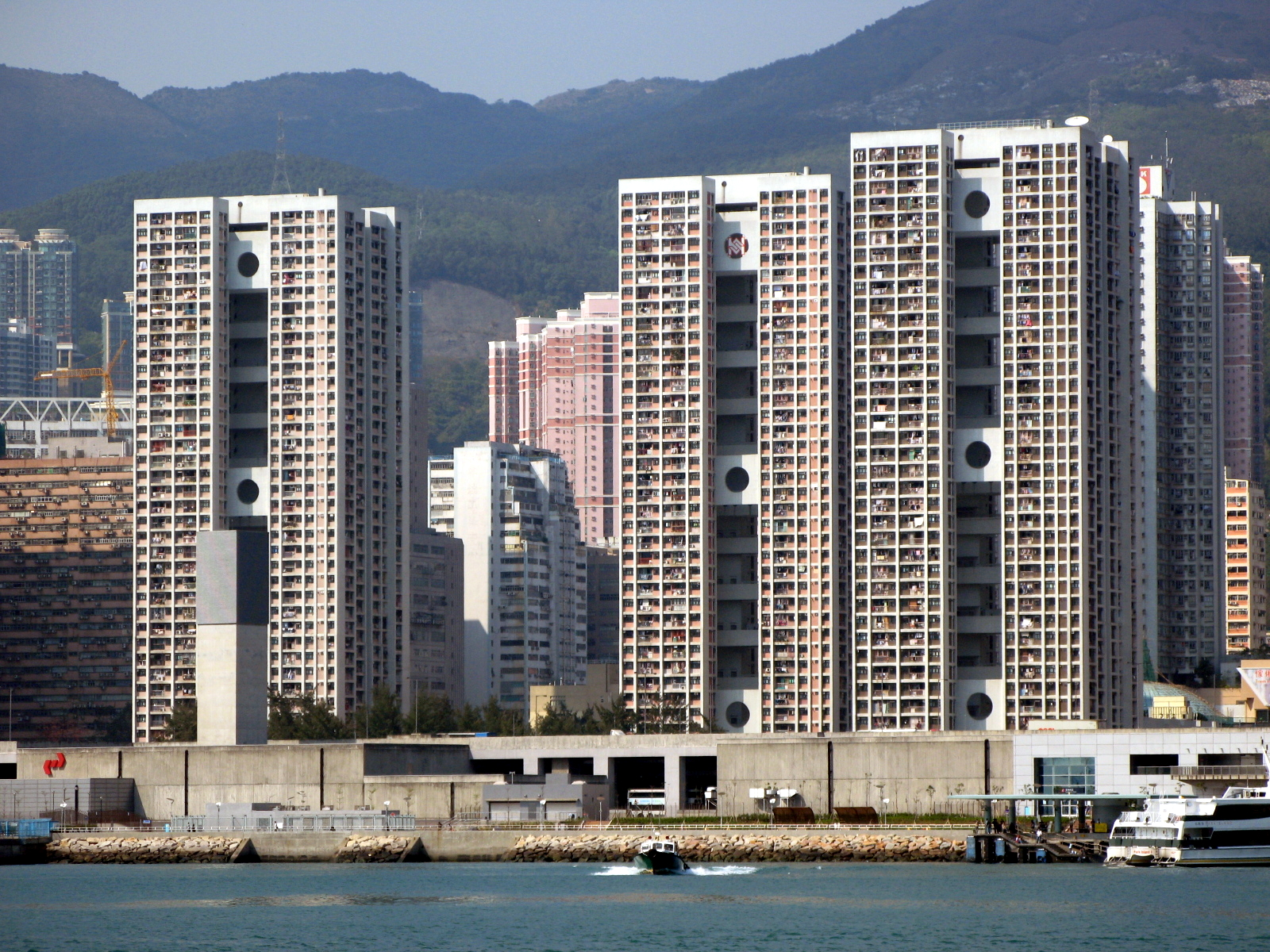
祈德尊新邨為四季大廈清拆前的主要接收屋邨。

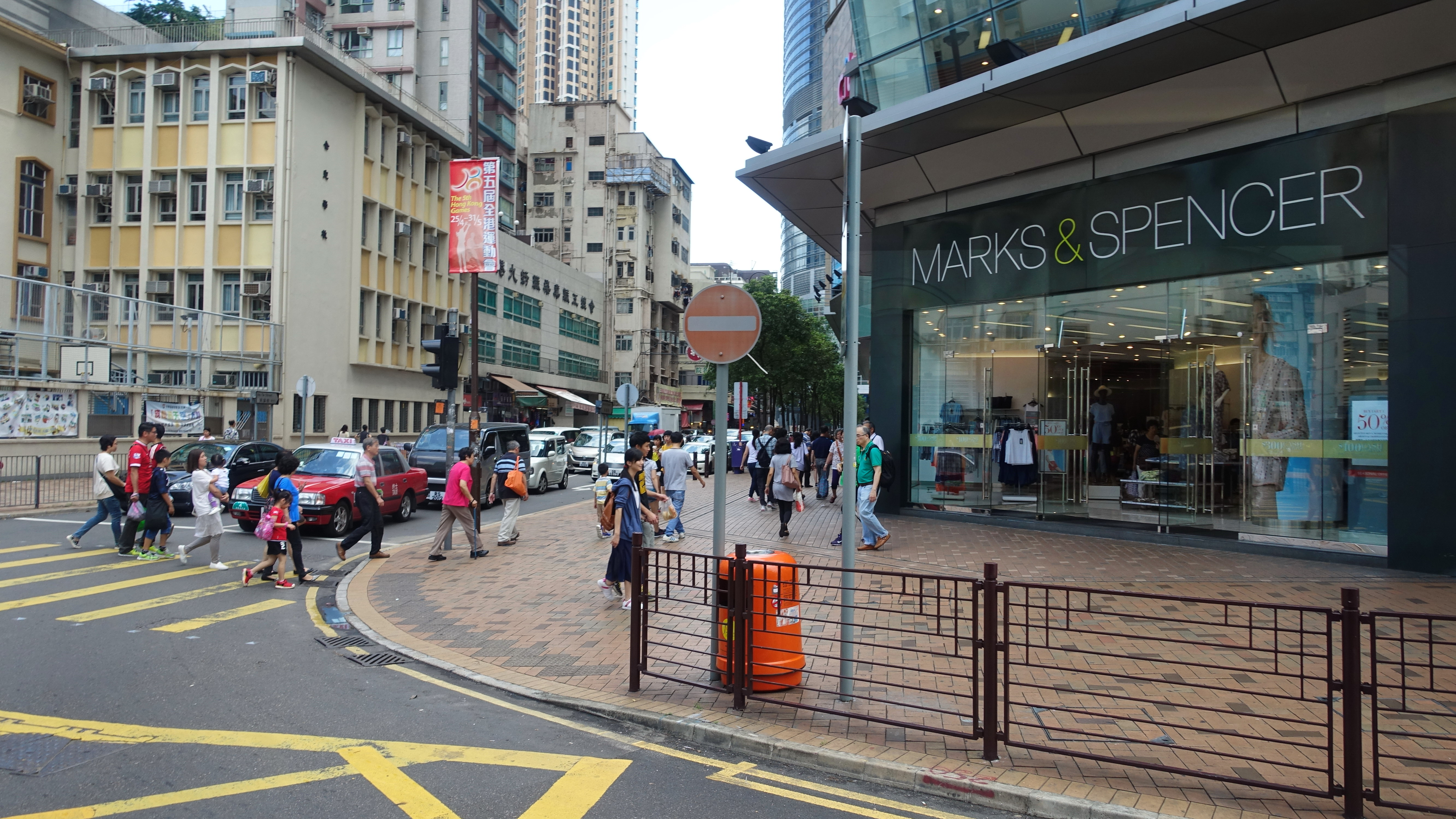
屋邨原址所在的禾笛街，左邊中間帶有職工總會字樣的是冬隱樓原址金豐閣，右邊馬莎百貨所在的是荃新天地。

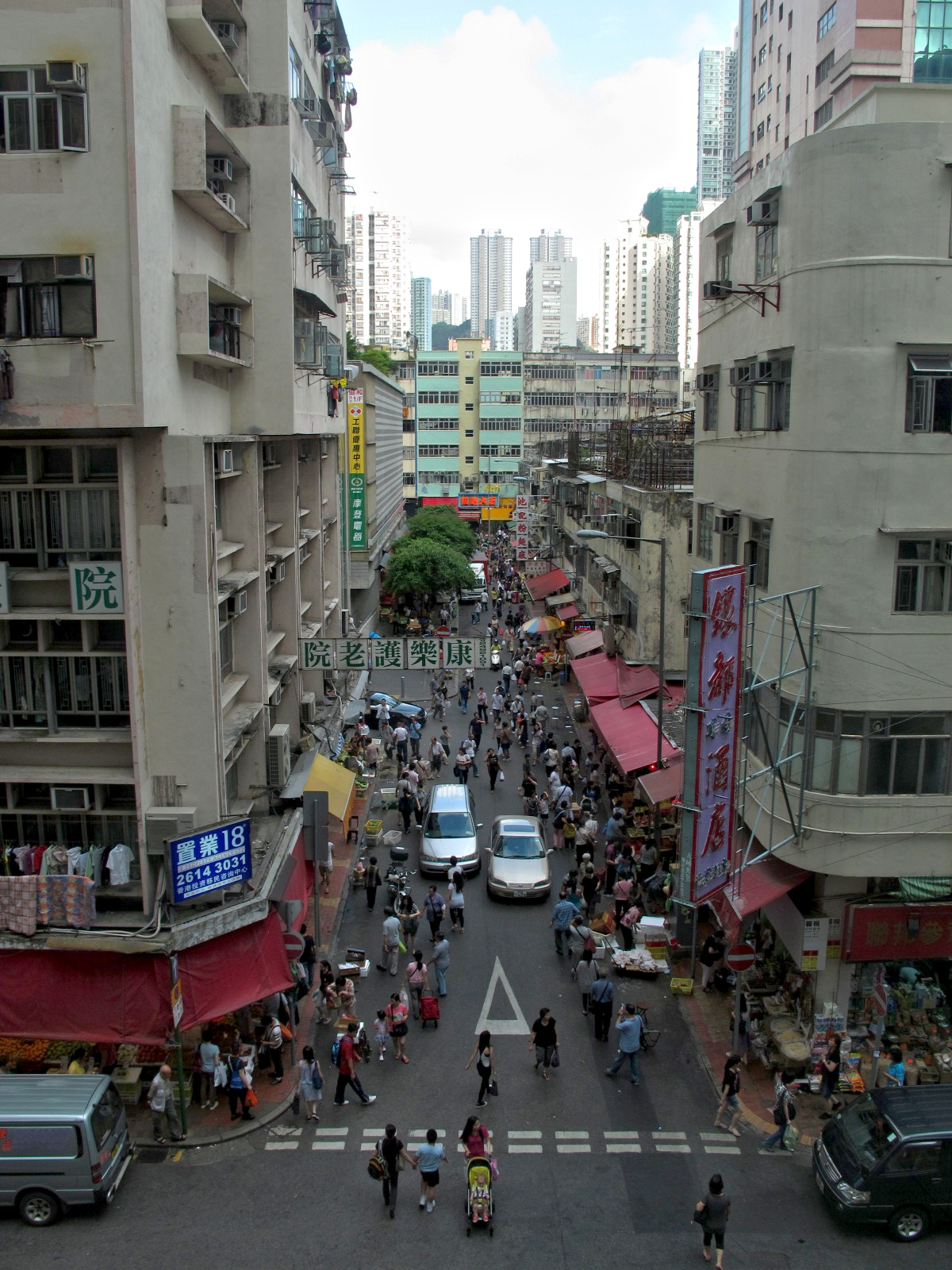
位於新村街的傳統街市，鄰近前四季大廈住宅。

### 初期發展
第二次國共內戰後，大量中國大陸民眾及其資金湧入香港，本來以紡織業為主導的荃灣一帶地區，開始出現不同類型的工廠，成功帶動荃灣工業發展:19。早在1957年，香港房屋協會開始在官塘（今觀塘）和荃灣分別興建工人屋宇，其中觀塘的工人屋宇後來成為觀塘花園大廈發展項目。房協率先執行在荃灣大屋圍一帶的工人屋宇建設計劃，即後來的四季大廈，藉此吸引附近工人入住以改善居住環境，並且促進荃灣工業進一步成長。
四季大廈於1957年5月開始動工並分兩期興建，建築費共250萬港元，第一期是春明樓、夏雨樓和秋趣樓，都是位處禾笛街西邊的一處工地，第二期是禾笛街東邊的冬隱樓。房協在1958年1月公佈這項計劃詳情，對象為月入250港元以下工人，且對他們按個別實際月入，收取月入的五分之一作為租金，換言之最高租金是50港元，對比區內其他單位平均每月逾50港元的租金，房協工人屋宇較為廉宜。香港政府憲報在月中也刊登招標公告，邀請企業承辦這項計劃的渠務工程。經過一年多的建設，房協公告在同年9月開始公開接受申請，租金則改為介乎53至91港元，預計翌年4月完成，同時將申請書分發到各工廠和荃灣鄉事委員會，結果收到超過千宗申請。《大公報》1959年5月報導指出，整個項目已經在首季完成，而房協亦在8月表示所有單位均已租出，不再接受新的候補申請。
房協在屋邨入伙後不久多次向商戶加租，引起商戶不滿。1965年，房協將當時商戶每月租金175港元，大幅加逾兩倍至545港元，引致幾間商店關門大吉。1968年8月，因應香港樓市不景，房協減收同區的寶石大廈、滿樂大廈商戶租金兩至四成，惟四季大廈卻沒有跟隨，故此四季大廈商戶聯同其他地區人士要求房協減租兩成，不過遭房協拒絕。到1980年7月，四季大廈商戶遭房協分三年加租3,016港元，差餉另計，是原本的一倍多，商戶認為是房協想免除將來遷拆時安置商戶的問題，但房協卻否認。

### 安置問題
約1973年，香港政府開始發展荃灣新市鎮，四季大廈周邊大興土木，區內建有不少住宅，當時就已有傳四季大廈將會在不久後被拆卸，1978年港府的荃灣新市鎮介紹書刊中也說明這消息。後來港府延遲到1983年底至1984年初清拆，並計劃重建為公園。可是政府改變主意，決定在四季大廈原址興建臨時房屋區，以舒緩九龍和荃灣臨時房屋區單位不足之問題，並延至1985年由房協宣佈拆卸計劃，開始安排居民遷離。房協在1987年11月公佈，受影響居民可以選擇優先租住或購買附近的混合發展屋邨祈德尊新邨，並以特惠租金或八五折樓價，吸引他們遷入。
不過後來房協出爾反爾，除了大幅加樓價一倍至逾53萬港元，亦對選擇租住該屋邨的居民加租至1,870港元，是原本四季大廈租金的四至五倍，兼且表示沒有任何優惠，故此引起居民大感不滿，於1988年8月前往房協請願，要求房協重設特惠樓價及減租。只是房協沒有正面回應居民要求，更要居民在該月尾之前辦好申請手續，否則喪失優先買樓租樓的資格，居民認為房協沒有誠意，要求職員安排立即見最高負責人不果，憤而阻擋職員離開，最後需要警方介入。
其後，房協只安排居民無論租住祈德尊新邨或其他房協單位，都讓居民在搬出時獲一個月租金寬免，在遷入新單位時同樣免首一個月租金，若選擇購買的話則仍有優先選購權利。最終居民在房協強硬態度下選擇讓步，遷入祈德尊新邨，事件才告一段落。而當時251戶住客中，有141戶購買祈德尊新邨的出售單位，有94戶是遷入該屋邨的出租單位部分，而餘下的16戶則先輪候其他房協單位，由於要等待所有居民獲得安置，所以改為臨時房屋區的計劃一再押後，並且長遠會將大廈拆卸並作為道路工程及休憩用地。在所有居民撤離後，土地地權在1989年交回港府，但是房屋署在該年初表示，由於土地只可使用到1992年，闢作臨時房屋區並不化算，所以最後放棄上述計劃。

### 船民營風波
自越南戰爭在1975年結束後，出走國外的越南船民不斷攀升，當中有不少人來到香港。到1989年又再出現大量船民，其中在5月頭八天就已經新增近2,500名來港船民，令全港羈留設施均告飽和，布政司署保安科有見及此，在5月8日向行政立法兩局建議將深水埗難民營的船民遷到四季大廈並改作開放式船民營，而深水埗難民營就會被改建為羈留中心。消息傳出後，隨即受到立法局議員的質疑，譚耀宗、張鑑泉、司徒華、范徐麗泰和梁煒彤都表示不贊成這個計劃，認為政府決定太倉促，而且四季大廈這個新選址太近民居，擔心造成治安問題。而時任荃灣區議會主席周厚澄則明言極力反對此安排，並相信全個荃灣區的居民也不會接受。另外有三個地方團體和部分荃灣區議員都一致發表聲明反對在四季大廈設難民營，並促請港府立即取消第一收容港政策及遣返船民。
到第二日，荃灣區議會召開緊急內務會議，出席的區議員一致反對港府徵用四季大廈，亦不同意改為臨時房屋區；同時四季大廈商戶和居民團體召開記者會反對設立船民營，及要求與保安科對話；另外時任立法局議員兼離島區議會主席林偉強，在聽取居民意見後提出反建議，指將越南人安置在無人島會更合適。荃灣區議會在5月11日再度開會，出席的區議員、商戶代表和居民代表都認為四季大廈船民營太接近民居，他們除了發起5月14日在沙咀道遊樂場的「荃灣區各界人士反對四季大廈改為難民營大會」和簽名運動，亦考慮包圍四季大廈示威、罷市、組織自衛隊並築起人牆阻止越南人進入等。
由於荃灣船民營計劃遭受議員和居民抨擊，保安科唯有修改計劃，將四季大廈留作最後考慮選項，並改在索罟群島等地物色新選址。周厚澄亦跟港府周旋，指出對方想在四季大廈安置近六千名船民，但四季大廈根本只可容納兩千人，鑑於荃灣居民大力反對，所以促請對方收回成命，最終與港府達成折衷方案解決事件。5月12日，港府公佈放棄在四季大廈改建船民營，改為只徵用作越南船民社區活動中心和兒童學校，至於因深水埗難民營改建而要遷出的越南人，則會轉到屯門虎地等羈留中心。不過荃灣區議員都仍然反對這項方案，而周美德等大部分立法局議員也不支持港府再撥款安置越南人。隨著白石和萬宜羈留中心等大型設施的啟用，荃灣船民設施最後無疾而終，地皮於1990年被交予荃灣地政總署，不久後拆卸。

### 重建
四季大廈在1990年拆卸後，春明、夏雨和秋趣樓原址既無重建為公園，臨時房屋區也沒有實現，反而被用作臨時露天停車場，而冬隱樓則在1999年變成香港工會聯合會荃灣分部及其上蓋住宅金豐閣。至於前者則被前土地發展公司物色重建，等待附近舊樓所有業權收回後，2002年列入市區重建局荃灣七街重建項目的範圍，2月正式招標。項目由信和置業負責發展，批地生效日期為2002年12月4日，信和於2003年1月開始地基工程，上層結構建設於2004年1月起動工，整個項目於2007年6月完成，住宅和基座商場分別命名為萬景峯及荃新天地一期:10, 36。

## 社區環境
四季大廈位處荃灣市中心地帶，周圍無論交通和社區配套上都成熟，而且由於住宅附近就是沙咀道一帶的商住區，並跟新村街傳統街市僅一街之隔（楊屋道市政大廈和街市要在1990年後才出現），所以居民要維持日常生活不成問題。除此之外，旁邊建也有荃灣大會堂和沙咀道遊樂場等大型文娛康樂設施，至於斜對面亦有戴麟趾夫人普通科門診診所；交通方面，海旁荃灣碼頭和荃灣碼頭巴士總站離住宅不遠，1982年荃灣站啟用後都為居民提供一個直達港九市區的途徑:19-27。自1980年代開始，區內出現不少大型商場，如荃灣站附近的南豐中心、荃豐中心和綠楊新邨商場（今綠楊坊）。
據媒體形容，四季大廈鄰里關係完善，居民時有聯絡和參與活動，四座樓都設有互助委員會。居民亦利用1961年啟用的雅麗珊社區中心舉行不同活動，甚至在那裡設置聯誼室。在1989年船民營風波時，正因選址位處荃灣市中心而會造成嚴重治安問題，當時已經有不同地區團體聲援，甚至以各界人士為名義組成大會和組織自衛隊及築起人牆等行動，加上周厚澄都介入周旋，都反映四季大廈對區內其他人士的聯繫。

## 影響
四季大廈是房協首個在新界落成的屋邨，亦是繼上李屋邨E座之後，房協早期提供的工人住宅項目，為日後的同類項目提供參考，同時為荃灣工人住宿問題提供一條解決途徑。因為四季大廈順利落成並獲得良好的認租反應，房協繼而即時將經驗所得應用在觀塘的另一個工人住宅項目，後來發展成觀塘花園大廈。這個工人住宅安排為房協其中一個重要業務，一直到2017年隨花園大廈最後一個宿舍單位改建而正式結束。另外，前醫院管理局高層及九龍醫院院長區結成兒時（1964年）曾經住在秋趣樓長達六年，後來赴美國留學，退休後受到兒時回憶啟發，2019年發表其個人著作《生命倫理的四季大廈》。